# Château Beau-Séjour Bécot
Pour les articles homonymes, voir Château Beauséjour.

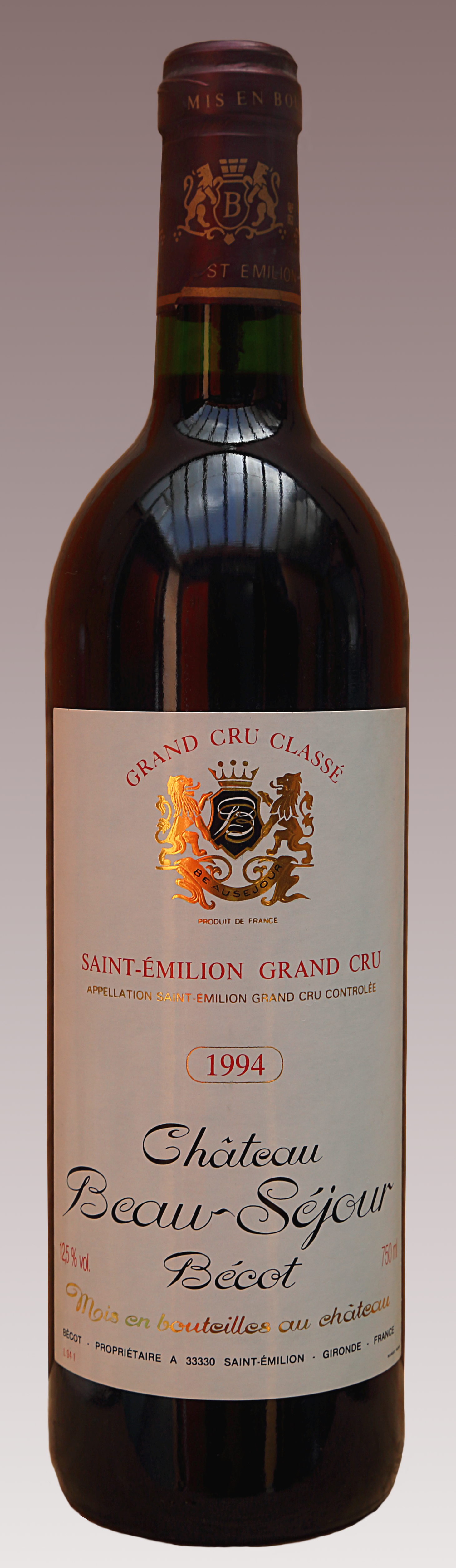

Le château Beau-Séjour Bécot, est un domaine viticole situé à Saint-Émilion en Gironde. En AOC Saint-Émilion, il est classé Premier grand cru classé B dans les derniers classements des vins de Saint-Émilion de 2006.

## Histoire du domaine
Des vestiges de plantations datant de l'époque gallo-romaine témoignent de la vocation vinicole très ancienne du site. Une vocation qui connaît une véritable continuité depuis le Moyen Âge jusqu'à nos jours. En 1787, le général Jacques de Carles baptisa la propriété « Beau-Séjour » en souvenir du plaisir qu'il avait à y résider. En 1969, Michel Bécot, propriétaire du château La Carte limitrophe, rachète le domaine et le dirige jusqu'en 1985, année où il prend sa retraite et confie la gestion du Château à ses deux fils, Gérard et Dominique Bécot.

## Terroir
Propriété d'une superficie de 16,6 ha, assurant une production d'environ 56 000 bouteilles par an, le sol y est particulièrement propice à la production d'un vin de très grande qualité. Caractérisé par une concentration importante en argilo-calcaire à astéries, le sol est également creusé de galeries où sont entreposés les vins.
L'encépagement est composé à 70 % de merlot, 24 % de cabernet-franc et 6 % de cabernet-sauvignon avec des vignes âgées en moyenne de 40 ans. Les rendements sont situés entre 30 et 38 hl à l'hectare.